# عبد السلام سرحان
عبد السلام سرحان طيار من أهالي مكة المكرمة ولد عام 1320هـ، من أقدم الطيارين العرب، حلق لأول مرة في سماء جدة لمدة 20 دقيقة في تاريخ 25 شعبان 1341هـ بطائرة إيركو دي إتش 9 الإنجليزية، وكان ضمن قوات شريف مكة المكرمة الجوية.

## رحلاته الجوية
في عام 1344هـ استخدم الطيران من قبل شريف مكة أثناء حصار جدة من قبل الملك عبد العزيز، سقطت طائرتين منها، ادعى الاخوان فيما بعد انهم اسقطوها، والواقع انها سقطت لخلل اصابها.
غنم جيش الملك عبد العزيز عدد منها بعد دخول جده، ولعدم صلاحيتها تم جمعها وبيعها وبعضها وضعت امام القشلة بوسط جده كنوع من ابراز الهيبة بعدما تم شراء طائرات من نفس الطراز، كاعلان بوجود قوه جويه في جيش الملك عبد العزيز.
(من عام 1333- 1344ه) ويعود ظهور الطائرات في سماء شبه الجزيرة العربية إلى عام 1333هـ إذ قامت إحدى الطائرات الإنجليزية المائية بالتحليق فوق مدينة جدة وخلال عامي 1334و1335هـ قامت بضع طائرات من سلاح الطيران الملكي البريطاني بعمليات هجومية لدعم حكومة الشريف ضد الأتراك وخلال تلك الرحلة حلق الملازم أول طيار عربي عبد السلام سرحان من اهالي مكة المكرمة في سماء مدينة جدة لمدة 20دقيقة في يوم الأربعاء 25 شعبان 1341ه كما نجح الطيار حسن ناظر من أهالي المدينة المنورة بالتحليق في سماء مدينة جدة في 3 المحرم 1343ه وفي عام 1323ه واجهت قوات الملك عبد العزيز الطائرات للمرة الأولى خلال معركة الطائف إذ كانت طائرات الخصم تقوم بطلعات استكشاف فوق مواقع جيش الملك عبد العزيز.
وحسب ما جاء في مجلة اهلا وسهلا عدد 2005 يوليو: ففي عام 1344 واجهت قوات الملك عبد العزيز الطائرات لأول مرة في رحلة كفاحها لتوحيد أرجاء الوطن، وذلك في معركة الطائف حينما قامت هذه الطائرات بطلعات استكشافية فوق مواقع الجيش السعودي، وبعد عام من ذلك التاريخ دخلت الطائرات المعركة أثناء حصار الملك عبد العزيز لجدة، حيث اسقط جيش المؤسس أول طائرة كانت تقوم بعملية استطلاعية فيما انفجرت الثانية في السماء، وغنمت قواته ست طائرات وهي من نوع DH-9، واحدة منها كانت قابلة للإصلاح، ولذلك أمر الملك عبد العزيز ببيعها وشراء طائرات بديلة عنها خصص البعض منها لتعليم الطيارين السعوديين علوم الطيران.